# Apioideae
Apioideae je potporodica štitarki.. Sastoji se od tridesetak tribusa

## Opis
Apioideae su najveća i najpoznatija potporodica Apiaceae (= Umbelliferae) i uključuju mnoge poznate jestive biljke (npr. mrkvu, pastrnjak, peršin, celer, komorač, kopar, korijander/cilantro, anis, kumin), kao i nekoliko smrtonosnih biljaka otrovi (npr. otrovna kukuta, vodena kukuta, divlji peršin).
Potporodica je definirana skupom lako uočljivih i dobro poznatih karakteristika, uključujući perasto režnjevite ili razdijeljene listove s ovojnim peteljkama, zeljaste stabljike sa šupljim internodijama, složene štitaste cvatove, cvjetove s peterodijelnim perijantima i androecije, te bikarpelatne ginoecije koje sazrijevaju u šizokarpne plodove s dva rebrasta merikarpa.
Ovi znakovi čine terensko prepoznavanje većine štitarica jednostavnim zadatkom, ali poznata je poteškoća u identificiranju ovih biljaka prema rodu i vrsti. Ovaj kontrast odražava složenu povijest problema u tumačenju filogenije Apioideae, i posljedično u stvaranju zadovoljavajućeg sustava klasifikacije. Velik dio poteškoća može se pripisati skoroj ujednačenosti većine cvjetnih znakova zajedno s ponovljenim primjerima prividnih paralelizama među ostalim značajkama. Promjene u obliku listova dobro ilustriraju takve varijacije. Mnogi rodovi, na primjer, pokazuju interspecifične prijelaze od perasto režnjevitih ili razdijeljenih listova sa širokim listićima na jednom kraju do raspadajućih listova s linearnim ili nitastim listićima na drugom kraju (npr. Ammi, Apium, Ligusticum, Lomatium, Seseli i Tauschia, između ostalih mnogi drugi); u nekim slučajevima listići su potpuno izgubljeni (kao kod vrsta "rachis-leaf" Oenanthe, Oxypolis i Ptilimnium). Mnoge druge morfološke karakteristike, karakteristike sustava uzgoja i biokemijske karakteristike pokazuju slične zbunjujuće paralelizme (npr. Bell, 1971.; Harborne, 1971.; Nielsen, 1971.).

## Tribusi i rodovi
1. Tribus Lichtensteinieae Magee, C. I. Calviño, M. Liu, S. R. Downie, Tilney & B.-E. van Wyk
  1. Lichtensteinia Cham. & Schltdl. (7 spp.)
2. Tribus Choritaenieae Magee, C. I. Calviño, M. Liu, S. R. Downie, Tilney & B.-E. van Wyk
  1. Choritaenia Benth. (1 sp.)
3. Tribus Marlothielleae Magee, C. I. Calviño, M. Liu, S. R. Downie, Tilney & B.-E. van Wyk
  1. Marlothiella H. Wolff (1 sp.)
4. Tribus Heteromorpheae Watson & Downie
  1. Pseudocarum C. Norman (2 spp.)
  2. Cannaboides B.-E. van Wyk (2 spp.)
  3. Pseudocannaboides B.-E. van Wyk (1 sp.)
  4. Tana B.-E. van Wyk (1 sp.)
  5. Anisopoda Baker (1 sp.)
  6. Polemannia Eckl. & Zeyh. (3 spp.)
  7. Heteromorpha Cham. & Schltdl. (9 spp.)
  8. Normantha P. J. D. Winter & B.-E. van Wyk (1 sp.)
  9. Dracosciadium Hilliard & B. L. Burtt (2 spp.)
  10. Oreofraga M. F. Watson & E. L. Barclay (1 sp.)
  11. Andriana B.-E. van Wyk (3 spp.)
  12. Glia Sond. (3 spp.)
  13. Anginon Raf. (12 spp.)
5. Tribus Annesorhizeae Magee, C. I. Calviño, M. Liu, S. R. Downie, Tilney & B.-E. van Wyk
  1. Molopospermum W. D. J. Koch (1 sp.)
  2. Itasina Raf. (1 sp.)
  3. Ezosciadium B. L. Burtt (1 sp.)
  4. Chamarea Eckl. & Zeyh. (5 spp.)
  5. Astydamia DC. (1 sp.)
  6. Annesorhiza Cham. & Schltdl. (22 spp.)
6. Tribus Chamaesieae J.Zhou & S.R.Downie
  1. Chamaesium H. Wolff (10 spp.)
7. Tribus Bupleureae Spreng.
  1. Bupleurum L. (211 spp.)
  2. Hohenackeria Fisch. & C. A. Mey. (2 spp.)
8. Tribus Pleurospermopsis clade
  1. Pleurospermopsis C.Norman (3 spp.)
9. Tribus Pleurospermeae M. F. Watson & S. R. Downie
  1. Grafia Rchb. (1 sp.)
  2. Physospermum Cusson (2 spp.)
  3. Eleutherospermum K. Koch (1 sp.)
  4. Eremodaucus Bunge (1 sp.)
  5. Hymenidium Lindl. (37 spp.)
  6. Korshinskia Lipsky (5 spp.)
  7. Aulacospermum Ledeb. (15 spp.)
  8. Pleurospermum Hoffm. (8 spp.)
  9. Physospermopsis H. Wolff (13 spp.)
  10. Trachydium Lindl. (1 sp.)
  11. Trachydium sensu auct. (8 spp.)
  12. Pseudotrachydium (Kljuykov, Pimenov & V. N. Tikhom.) Pimenov & Kljuykov (6 spp.)
10. Tribus Komarovieae J.Zhou & S.R.Downie
  1. Hansenia Turcz. (8 spp.)
  2. Parasilaus Leute (1 sp.)
  3. Komaroviopsis Doweld (1 sp.)
  4. Calyptrosciadium Rech. fil. & Kuber (2 spp.)
  5. Changium H. Wolff (1 sp.)
  6. Chuanminshen M. L. Sheh & R. H. Shan (1 sp.)
  7. Cyclorhiza M. L. Sheh & R. H. Shan (3 spp.)
  8. Sphaerosciadium Pimenov & Kljuykov (1 sp.)
11. Tribus Physospermopsis clade
  1. Heptaptera Margot & Reut. (7 spp.)
  2. Hymenolaena DC. (3 spp.)
  3. Keraymonia Farille (4 spp.)
  4. Pimpinella p. min. p. (3 spp.)
  5. Sinocarum p. min. p. (3 spp.)
  6. Sinolimprichtia H. Wolff (1 sp.)
  7. Tongoloa H. Wolff (18 spp.)
  8. Trachydium p. min. p. (1 sp.)
12. Tribus Erigenieae Rydb.
  1. Erigenia Nutt. (1 sp.)
13. Tribus Oenantheae Dumort.
  1. Perideridia Rchb. (13 spp.)
  2. Trocdaris Raf. (1 sp.)
  3. Oenanthe L. (38 spp.)
  4. Kundmannia Scop. (3 spp.)
  5. Oxypolis Raf. (4 spp.)
  6. Atrema DC. (1 sp.)
  7. Cryptotaenia DC. (4 spp.)
  8. Cicuta L. (4 spp.)
  9. Naufraga Constance & Cannon (1 sp.)
  10. Helosciadium W. D. J. Koch (7 spp.)
  11. Caropsis (Rouy & E. G. Camus) Rauschert (1 sp.)
  12. Berula W.D.J. Koch (5 spp.)
  13. Apodicarpum Makino (1 sp.)
  14. Sium L. (10 spp.)
  15. Neogoezia Hemsl. (5 spp.)
  16. Lilaeopsis Greene (15 spp.)
  17. Trepocarpus Nutt. ex DC. (1 sp.)
  18. Daucosma Engelm. & A. Gray ex A. Gray (1 sp.)
  19. Cynosciadium DC. (1 sp.)
  20. Limnosciadium Mathias & Constance (2 spp.)
  21. Harperella Rose (1 sp.)
  22. Tiedemannia DC. (2 spp.)
  23. Ptilimnium Raf. (6 spp.)
  24. Asciadium Griseb. (1 sp.)
14. Tribus Mutellina clade
  1. Rivasmartinezia Fern. Prieto & Cires (2 spp.)
  2. Ligusticum p. min. p. (1 sp.)
  3. Conioselinum p. min. p. (2 spp.)
  4. Mutellina Wolf (2 spp.)
  5. Trochiscanthes W. D. J. Koch (1 sp.)
  6. Meum Mill. (1 sp.)
  7. Dethawia Endl. (1 sp.)
15. Tribus Smyrnieae Spreng.
  1. Lecokia DC. (1 sp.)
  2. Smyrnium L. (5 spp.)
  3. Ligusticum L. (1 sp.)
  4. Coristospermum Bertol. (2 spp.)
  5. Katapsuxis Raf. (1 sp.)
  6. Ligusticum L. s. lat. (20 spp.)
  7. Cynapium Nutt. ex Torr. & A. Gray (1 sp.)
  8. Tamamschjania Pimenov & Kljuykov (1 sp.)
16. Tribus Aciphylleae Watson & Downie
  1. Aciphylla J. R. Forst. & G. Forst. (44 spp.)
  2. Lignocarpa J. W. Dawson (2 spp.)
  3. Scandia J. W. Dawson (2 spp.)
  4. Gingidia J. W. Dawson (12 spp.)
  5. Anisotome Hook. fil. (17 spp.)
17. Tribus Arcuatopterus clade
  1. Arcuatopterus M. L. Sheh & R. H. Shan (6 spp.)
  2. Sillaphyton Pimenov (1 sp.)
  3. Wangsania B. Y. Lee & Hyun (1 sp.)
18. Tribus Spiroceratium clade
  1. Spiroceratium H. Wolff (1 sp.)
19. Tribus Scandiceae Spreng.
  1. Subtribus Glaucosciadium clade
    1. Glaucosciadium B. L. Burtt & P. H. Davis (2 spp.)
    2. Ladyginia Lipsky (3 spp.)

  2. Subtribus Scandicinae Tausch
    1. Todaroa Parl. (1 sp.)
    2. Athamanta L. (11 spp.)
    3. Conopodium W. D. J. Koch (9 spp.)
    4. Sphallerocarpus Besser ex DC. (1 sp.)
    5. Chaerophyllum L. (68 spp.)
    6. Scandix L. (13 spp.)
    7. Anthriscus [Pers.] Hoffm. (12 spp.)
    8. Myrrhis Mill. (1 sp.)
    9. Osmorhiza Raf. (11 spp.)
    10. Kozlovia Lipsky (5 spp.)
    11. Chaerophyllopsis Boiss. (1 sp.)
    12. Geocaryum Coss. (13 spp.)

  3. Subtribus Acronema clade
    1. Harrysmithia H. Wolff (2 spp.)
    2. Tilingia Regel & Tiling (3 spp.)
    3. Rupiphila Pimenov & Lavrova (1 sp.)
    4. Acronema Falc. ex Edgew. (32 spp.)
    5. Angelica p. min. p. (1 sp.)
    6. Halosciastrum (Nakai) Koidz. (1 sp.)
    7. Haloselinum Pimenov (1 sp.)
    8. Ligusticum p. min. p. (2 spp.)
    9. Meeboldia H. Wolff (4 spp.)
    10. Oreocomopsis Pimenov & Kljuykov (3 spp.)
    11. Ostericum Hoffm. (12 spp.)
    12. Pachypleurum Ledeb. (3 spp.)
    13. Pleurospermum p. min. p. (2 spp.)
    14. Pternopetalum Franch. (22 spp.)
    15. Pterygopleurum Kitag. (1 sp.)
    16. Sinocarum H. Wolff ex R. H. Shan & F. T. Pu (19 spp.)
    17. Synclinostyles Farille & Lachard (2 spp.)
    18. Spuriopimpinella (H. Boissieu) Kitag. (6 spp.)
    19. Rohmooa Farille & Lachard (1 sp.)
    20. Xyloselinum Pimenov & Kljuykov (3 spp.)

  4. Subtribus Ferulinae Drude
    1. Cephalopodum Korovin (3 spp.)
    2. Leutea Pimenov (9 spp.)
    3. Ferula L. (223 spp.)
    4. Eriosynaphe DC. (1 sp.)
    5. Palimbia Besser (3 spp.)
    6. Autumnalia Pimenov (2 spp.)
    7. Fergania Pimenov (1 sp.)
    8. Kafirnigania Kamelin & Kinzik. (1 sp.)

  5. Subtribus Artediinae Baczyski, Wojew., S.R.Downie & Spalik
    1. Artedia L. (1 sp.)

  6. Subtribus Torilidinae Dumort.
    1. Yabea Koso-Pol. (1 sp.)
    2. Glochidotheca Fenzl (1 sp.)
    3. Szovitsia Fisch. & C. A. Mey. (1 sp.)
    4. Lisaea Boiss. (3 spp.)
    5. Turgenia Hoffm. (2 spp.)
    6. Torilis Adans. (18 spp.)
    7. Rhopalosciadium Rech. fil. (1 sp.)
    8. Astrodaucus Drude (3 spp.)

  7. Subtribus Daucinae Dumort.
    1. Orlaya Hoffm. (3 spp.)
    2. Caucalis L. (1 sp.)
    3. Daucus L. (45 spp.)
    4. Silphiodaucus (Koso-Pol.) Spalik, Wojew., Banasiak, Piwczyñski & Reduron (2 spp.)
    5. Cuminum L. (3 spp.)
    6. Ammodaucus Coss. & Durieu (2 spp.)
    7. Laserpitium L. (8 spp.)
    8. Laserocarpum Spalik & Wojew. (1 sp.)
    9. Ekimia H. Duman & M. F. Watson (4 spp.)
    10. Thapsia L. (23 spp.)
    11. Siler Mill. (2 spp.)
    12. Laser Borkh. ex G. Gaertn., B. Mey. & Scherb. (8 spp.)
    13. Froriepia K. Koch (1 sp.)
    14. Yildirimlia Dogru-Koca (1 sp.)
20. Tribus Careae Baill.
  1. Aegopodium L. (9 spp.)
  2. Hladnikia Rchb. (1 sp.)
  3. Aegokeras Raf. (1 sp.)
  4. Falcaria Fabr. (1 sp.)
  5. Rhabdosciadium Boiss. (8 spp.)
  6. Gongylosciadium Rech. fil. (1 sp.)
  7. Ptychotis W. D. J. Koch (2 spp.)
  8. Chamaesciadium C. A. Mey. (1 sp.)
  9. Berberocarum Zakharova & Pimenov (1 sp.)
  10. Carum L. (10 spp.)
  11. Fuernrohria K. Koch (1 sp.)
  12. Vinogradovia Bani, D. A. German & M. A. Koch (1 sp.)
  13. Selinopsis Coss. & Durieu ex Munby (2 spp.)
  14. Caropodium Stapf & Wettst. ex Stapf (3 spp.)
  15. Grammosciadium DC. (4 spp.)
21. Tribus Pyramidoptereae Boiss.
  1. Microsciadium Boiss. (1 sp.)
  2. Bunium L. (32 spp.)
  3. Tamamschjanella Pimenov & Kljuykov (2 spp.)
  4. Carum p. p. part 2 (5 spp.)
  5. Astomaea Rchb. (2 spp.)
  6. Lagoecia L. (1 sp.)
  7. Postiella Kljuykov (1 sp.)
  8. Hellenocarum H. Wolff (3 spp.)
  9. Oliveria Vent. (1 sp.)
  10. Oreoschimperella Rauschert (3 spp.)
  11. Angoseseli Chiov. (1 sp.)
  12. Sison L. (4 spp.)
  13. Ammoides Adans. (2 spp.)
  14. Adenosciadium H. Wolff (1 sp.)
  15. Ormopterum Schischk. (2 spp.)
  16. Schtschurowskia Regel & Schmalh. ex Regel (2 spp.)
  17. Sclerotiaria Korovin (1 sp.)
  18. Lipskya (Koso-Pol.) Nevski (1 sp.)
  19. Scaligeria DC. (24 spp.)
  20. Neomuretia Kljuykov, Degtjareva & Zakharova (2 spp.)
  21. Gongylotaxis Pimenov & Kljuykov (1 sp.)
  22. Carum p. p. part 1 (1 sp.)
  23. Crithmum L. (1 sp.)
  24. Cyclospermum Lag. (3 spp.)
  25. Schulzia Spreng. (6 spp.)
  26. Karnataka P. K. Mukh. & Constance (1 sp.)
  27. Kedarnatha P. K. Mukh. & Constance (6 spp.)
  28. Pyramidoptera Boiss. (1 sp.)
  29. Elwendia Boiss. (30 spp.)
  30. Schrenkia Fisch. & C. A. Mey. (12 spp.)
  31. Mogoltavia Korovin (2 spp.)
  32. Oedibasis Koso-Pol. (4 spp.)
  33. Elaeosticta Fenzl (6 spp.)
  34. Galagania Lipsky (6 spp.)
  35. Hyalolaena Bunge (12 spp.)
22. Tribus Pimpinelleae Spreng.
  1. Zeravschania Korovin (14 spp.)
  2. Nothosmyrnium Miq. (2 spp.)
  3. Aphanopleura Boiss. (3 spp.)
  4. Haussknechtia Boiss. (1 sp.)
  5. Arafoe Pimenov & Lavrova (1 sp.)
  6. Bubon L. (3 spp.)
  7. Psammogeton Edgew. (13 spp.)
  8. Parapimpinella Fern. Prieto, Sanna & Arjona (1 sp.)
  9. Pimpinella L. (173 spp.)
  10. Kelussia Mozaff. (1 sp.)
  11. Registaniella Rech. fil. (1 sp.)
  12. Afrosison H. Wolff (3 spp.)
  13. Frommia H. Wolff (1 sp.)
  14. Phellolophium Baker (2 spp.)
  15. Cryptotaenia sect. Afrosciadium (3 spp.)
23. Tribus Sinodielsia clade
  1. Cenolophium W. D. J. Koch (1 sp.)
  2. Sinodielsia H. Wolff (2 spp.)
  3. Sphaenolobium Pimenov (4 spp.)
24. Tribus Opopanax clade
  1. Bonannia Guss. (1 sp.)
  2. Petroedmondia Tamamsch. (1 sp.)
  3. Magydaris W. D. J. Koch ex DC. (2 spp.)
  4. Smyrniopsis Boiss. (3 spp.)
  5. Opopanax W. D. J. Koch (4 spp.)
  6. Stefanoffia H. Wolff (2 spp.)
  7. Kadenia Lavrova & V. N. Tikhom. (2 spp.)
  8. Lithosciadium Turcz. (2 spp.)
  9. Magadania Pimenov & Lavrova (2 spp.)
25. Tribus Apieae Takht. ex V. M. Vinogr.
  1. Stoibrax Raf. (3 spp.)
  2. Modesciadium P. Vargas & Jim. Mejías (1 sp.)
  3. Diplolophium Turcz. (7 spp.)
  4. Visnaga Gaertn. (2 spp.)
  5. Ammi L. (4 spp.)
  6. Petroselinum Hill (1 sp.)
  7. Sclerosciadium W. D. J. Koch (1 sp.)
  8. Rutheopsis A. Hansen & Kunkel (2 spp.)
  9. Billburttia Magee & B.-E. van Wyk (2 spp.)
  10. Deverra DC. (9 spp.)
  11. Apium L. (11 spp.)
  12. Anethum L. (6 spp.)
  13. Foeniculum Hill (2 spp.)
26. Tribus Tordylieae W. D. J. Koch
  1. Subtribus Lefebvrea clade
    1. Lefebvrea A. Rich. (12 spp.)
    2. Stenosemis E. Mey. ex Harv. & Sond. (2 spp.)
    3. Afrosciadium P. J. D. Winter (18 spp.)
    4. Capnophyllum Gaertn. (4 spp.)
    5. Dasispermum Neck. ex Raf. (7 spp.)
    6. Scaraboides Magee & B.-E. van Wyk (1 sp.)
    7. Cynorhiza Eckl. & Zeyh. (3 spp.)
    8. Nanobubon Magee (3 spp.)
    9. Notobubon Magee (13 spp.)
    10. Haplosciadium Hochst. (1 sp.)
    11. Afroligusticum C. Norman (14 spp.)

  2. Subtribus Tordyliinae Drude
    1. Vanasushava P. K. Mukh. & Constance (1 sp.)
    2. Semenovia p. min. p. (2 spp.)
    3. Semenovia Regel & Herder (33 spp.)
    4. Pastinacopsis Golosk. (1 sp.)
    5. Scrithacola Alava (1 sp.)
    6. Zosima Hoffm. (4 spp.)
    7. Tricholaser Gilli (2 spp.)
    8. Tordylium L. (16 spp.)
    9. Heracleum L. (84 spp.)
    10. Ainsworthia Boiss. (3 spp.)
    11. Synelcosciadium Boiss. (1 sp.)
    12. Tordyliopsis DC. (1 sp.)
    13. Pastinaca L. emend. Calest. (16 spp.)
    14. Leiotulus Ehrenb. (14 spp.)
    15. Trigonosciadium Boiss. (6 spp.)
    16. Tetrataenium (DC.) Manden. (20 spp.)
    17. Kandaharia Alava (1 sp.)
    18. Stenotaenia Boiss. (7 spp.)
    19. Lalldhwojia Farille (3 spp.)
    20. Pinda P. K. Mukh. & Constance (2 spp.)
    21. Polyzygus Dalzell (1 sp.)

  3. Subtribus Cymbocarpum clade
    1. Ormosciadium Boiss. (1 sp.)
    2. Ducrosia Boiss. (6 spp.)
    3. Cymbocarpum DC. (5 spp.)
    4. Kalakia Alava (1 sp.)
27. Tribus Echinophoreae Benth. & Hook. fil.
  1. Trachyspermum Link (13 spp.)
  2. Nirarathamnos Balf. fil. (1 sp.)
  3. Mediasia Pimenov (1 sp.)
  4. Physotrichia Hiern (6 spp.)
  5. Pseudoselinum C. Norman (1 sp.)
  6. Rughidia M. F. Watson & E. L. Barclay (2 spp.)
  7. Dicyclophora Boiss. (1 sp.)
  8. Pycnocycla Lindl. (15 spp.)
  9. Ergocarpon C. C. Towns. (1 sp.)
  10. Echinophora L. (9 spp.)
  11. Anisosciadium DC. (3 spp.)
28. Tribus Conieae Rouy
  1. Conium L. (6 spp.)
29. Tribus Coriandreae W. D. J. Koch
  1. Krubera Hoffm. (1 sp.)
  2. Coriandrum L. (3 spp.)
  3. Bifora Hoffm. (2 spp.)
  4. Silaum Mill. (1 sp.)
30. Tribus Selineae Spreng.
  1. Subtribus Seseli subgroup (Selineae sensu stricto)
    1. Seseli L. (141 spp.)
    2. Selinum L. (10 spp.)
    3. Vicatia DC. (3 spp.)
    4. Lomatocarum Fisch. & C. A. Mey. (1 sp.)

  2. Subtribus Cachrydinae Meisn.
    1. Diplotaenia Boiss. (5 spp.)
    2. Azilia Hedge & Lamond (1 sp.)
    3. Prangos Lindl. (43 spp.)
    4. Bilacunaria Pimenov & V. N. Tikhom. (4 spp.)
    5. Cachrys L. (8 spp.)
    6. Ferulago W. D. J. Koch (52 spp.)

  3. Subtribus Arracacia clade
    1. Ottoa Kunth (1 sp.)
    2. Paraselinum H. Wolff (1 sp.)
    3. Coaxana J. M. Coult. & Rose (2 spp.)
    4. Myrrhidendron J. M. Coult. & Rose (5 spp.)
    5. Mathiasella Constance & C. L. Hitchc. (1 sp.)
    6. Donnellsmithia J. M. Coult. & Rose (19 spp.)
    7. Dahliaphyllum Constance & Breedlove (1 sp.)
    8. Austropeucedanum Mathias & Constance (1 sp.)
    9. Rhodosciadium S. Watson (15 spp.)
    10. Perissocoeleum Mathias & Constance (4 spp.)
    11. Prionosciadium S. Watson (23 spp.)
    12. Enantiophylla J. M. Coult. & Rose (1 sp.)
    13. Coulterophytum B. L. Rob. (3 spp.)
    14. Pedinopetalum Urb. & H. Wolff (1 sp.)
    15. Niphogeton Schltdl. (18 spp.)
    16. Tauschia Schltdl. (32 spp.)
    17. Neonelsonia J. M. Coult. & Rose (1 sp.)
    18. Arracacia Bancr. (39 spp.)

  4. Subtribus Dichoropetalum clade
    1. Aethusa L. (1 sp.)
    2. Dichoropetalum Fenzl (36 spp.)
    3. Siculosciadium C. Brullo, Brullo, S. R. Downie & Giusso (1 sp.)
    4. Johrenia DC. (6 spp.)

  5. Subtribus Angelica clade
    1. Saposhnikovia Schischk. (1 sp.)
    2. Cnidium Cusson (6 spp.)
    3. Peucedanum p. min. p. (1 sp.)
    4. Epikeros Raf. (1 sp.)
    5. Angelica L. (97 spp.)
    6. Chymsydia Albov (2 spp.)
    7. Tschulaktavia Bajtenov (1 sp.)
    8. Agasyllis Spreng. (1 sp.)
    9. Mastigosciadium Rech. fil. & Kuber (1 sp.)
    10. Taenidia (Torr. & A. Gray) Drude (2 spp.)

  6. Subtribus Xatardia clade
    1. Xatardia Meisn. ex Zeyh. (1 sp.)

  7. Subtribus Trinia clade
    1. Thecocarpus Boiss. (2 spp.)
    2. Exoacantha Labill. (1 sp.)
    3. Lomatocarpa Pimenov (3 spp.)
    4. Ligusticopsis p. min. p. (4 spp.)
    5. Glehnia F. Schmidt ex Miq. (1 sp.)
    6. Carlesia Dunn (1 sp.)
    7. Kailashia Pimenov & Kljuykov (2 spp.)
    8. Oreocome Edgew. (9 spp.)
    9. Ligusticopsis Leute (16 spp.)
    10. Dimorphosciadium Pimenov (2 spp.)
    11. Cortia DC. (4 spp.)
    12. Gasparrinia Bertol. (1 sp.)
    13. Stewartiella Nasir (1 sp.)
    14. Rumia Hoffm. (1 sp.)
    15. Trinia Hoffm. (13 spp.)
    16. Ledebouriella H. Wolff (1 sp.)
    17. Stenocoelium Ledeb. (4 spp.)
    18. Sclerochorton Boiss. (1 sp.)
    19. Thamnosciadium Hartvig (1 sp.)
    20. Cyathoselinum Benth. (1 sp.)
    21. Horstrissea Greuter, Gerstb. & Egli (1 sp.)
    22. Cortiella C. Norman (4 spp.)
    23. Kitagawia Pimenov (10 spp.)
    24. Ferulopsis Kitag. (2 spp.)
    25. Pilopleura Schischk. (2 spp.)
    26. Sajanella Soják (1 sp.)
    27. Phlojodicarpus Turcz. ex Ledeb. (1 sp.)

  8. Subtribus Cervaria subgroup
    1. Cervaria Wolf (3 spp.)

  9. Subtribus Hippomarathrum subgroup
    1. Hippomarathrum G. Gaertn., B. Mey. & Scherb. (4 spp.)
31. Tribus Hymenidium clade
  1. Pterocyclus Klotzsch (4 spp.)
  2. Conioselinum p. min. p. (1 sp.)
  3. Angelica p. min. p. (9 spp.)
  4. Melanosciadium Boiss. (3 spp.)
  5. Conioselinum Fisch. ex Hoffm. (17 spp.)
  6. Vvedenskya Korovin (1 sp.)
  7. Levisticum Hill (1 sp.)
  8. Seselopsis Schischk. (2 spp.)
  9. Paulita Soják (3 spp.)
  10. Kuramosciadium Pimenov, Kljuykov & Tojibaev (1 sp.)
  11. Subtribus Peucedanum subgroup
    1. Pteroselinum Rchb. (2 spp.)
    2. Paraligusticum Tikhom. (1 sp.)
    3. Dystaenia Kitag. (2 spp.)
    4. Karatavia Pimenov & Lavrova (1 sp.)
    5. Endressia J. Gay (2 spp.)
    6. Xanthoselinum Schur (2 spp.)
    7. Imperatoria L. (3 spp.)
    8. Tommasinia Bertol. (1 sp.)
    9. Peucedanum L. (s. str.) (11 spp.)
    10. Sivadasania N. Mohanan & Pimenov (1 sp.)
    11. Taeniopetalum Vis. (3 spp.)
    12. Thysselinum Adans. (2 spp.)
    13. Peucedanum L. (s. lat.) (42 spp.)
    14. Macroselinum Schur (1 sp.)
    15. Xanthogalum Avé-Lall. (3 spp.)
    16. Ormosolenia Tauscher (1 sp.)
    17. Oreoselinum Mill. (1 sp.)
32. Tribus Thaspieae Rydb. ex Pimenov & Constance
  1. Apiastrum Nutt. ex Torr. & A. Gray (1 sp.)
  2. Spermolepis Raf. (11 spp.)
  3. Notiosciadium Speg. (1 sp.)
  4. Podistera S. Watson (3 spp.)
  5. Harbouria J. M. Coult. & Rose (1 sp.)
  6. Lomatium Raf. (101 spp.)
  7. Oreonana Jeps. (3 spp.)
  8. Aletes J. M. Coult. & Rose (3 spp.)
  9. Villarrealia G. L. Nesom (1 sp.)
  10. Cymopterus Raf. (25 spp.)
  11. Rhysopterus J. M. Coult. & Rose (1 sp.)
  12. Pseudocymopterus J. M. Coult. & Rose (5 spp.)
  13. Aulospermum J. M. Coult. & Rose (9 spp.)
  14. Vesper R. L. Hartm. & G. L. Nesom (6 spp.)
  15. Eurytaenia Torr. & A. Gray (2 spp.)
  16. Pteryxia Nutt. ex Torr. & Gray (3 spp.)
  17. Oreoxis Raf. (4 spp.)
  18. Musineon Raf. (6 spp.)
  19. Neoparrya Mathias (1 sp.)
  20. Orumbella J. M. Coult. & Rose (1 sp.)
  21. Shoshonea Evert & Constance (1 sp.)
  22. Thaspium Nutt. (3 spp.)
  23. Zizia W. D. J. Koch (3 spp.)
  24. Cotopaxia Mathias & Constance (2 spp.)
  25. Polytaenia DC. (3 spp.)
  26. Oligocladus Chodat & Wilcz. (1 sp.)
  27. Ammoselinum Torr. & A. Gray (3 spp.)